# Lotta Kemppinen
Lotta Kemppinen (Helsinki, 1º aprile 1998) è una velocista finlandese, vincitrice nel 2021 della medaglia d'argento nei 60 metri femminili ai Europei indoor tenutosi a Toruń in Polonia.

## Palmarès
| Anno | Manifestazione  | Sede     | Evento      | Risultato  | Prestazione | Note |
| ---- | --------------- | -------- | ----------- | ---------- | ----------- | ---- |
| 2021 | Europei indoor  | Toruń    | 60 m piani  | Argento    | 7"22        |      |
| 2022 | Mondiali indoor | Belgrado | 60 m piani  | Semifinale | 7"18        |      |
| 2024 | Mondiali indoor | Glasgow  | 60 m piani  | Batteria   | 7"28        |      |
| 2024 | Europei         | Roma     | 100 m piani | Semifinale | 11"44       |      |
| 2024 | Europei         | Roma     | 4x100 m     | Batteria   | 43"68       |      |
| 2024 | Giochi olimpici | Parigi   | 100 m piani | Batteria   | 11"56       |      |